# Pat Spurgin
Pat Spurgin (n. 10 august 1965, Billings, Montana, SUA) este o trăgătoare de tir ce a reprezentat Statele Unite ale Americii, medaliată olimpică. A participat la o ediție a Jocurilor Olimpice (1984) în care a câștigat o medalie de aur.

## Participări
Lista de mai jos prezintă principalele competiții la care a participat Pat Spurgin de-a lungul carierei.
- shooting at the 1984 Summer Olympics – women's 10 metre air rifle[*]